# Општина Мурђешти (Бузау)
Мурђешти (рум. Murgeşti) општина је у Румунији у округу Бузау.
Oпштина се налази на надморској висини од 283 m.